# Benzil

Estrutura de um cátion benzil

Na química orgânica, benzil , benzila ou benzilo é o termo dado a um substituinte ou íon derivado de um composto aromático, o tolueno. Possui a fórmula C6H5CH2, e pode ser obtido removendo um átomo de hidrogênio inicialmente ligado ao carbono não-aromático (do grupo metila) do tolueno.
O benzil é comumente confundido com o fenil, porém difere deste pois está ligado ainda a um metileno (CH2). Não deve, também, ser confundido com o benzoílo.
Analogamente, não deve ser confundido com o toluil, que são os três radicais obtidos pela remoção da hidroxila dos isômeros do ácido toluico.